# Opawa (Basse-Silésie)
Pour l’article homonyme, voir Opawa.
Opawa est une localité polonaise de la gmina de Lubawka, située dans le powiat de Kamienna Góra en voïvodie de Basse-Silésie.